# Numeração babilônia

Algarismos Babilônios

Os numerais babilônicos eram representados com a escrita cuneiforme, usando objetos como penas em forma de cunha para marcar tábuas de argila ainda moles que depois eram expostas à luz solar para que tivessem um registro permanente.
Os Babilônios, tão conhecidos por suas antigas observações e cálculos astronômicos, feitos com ábacos, uma invenção do mesmo povo, usavam um sistema de numeração herdado das civilizações Sumérios e acadianos. Para basicamente todos os textos, era utilizado um sistema não-posicional e decimal, um sistema comum multiplicativo. Para alguns trabalhos matemáticos e astronômicos, era utilizado um sistema posicional de base 60.

## Formação dos algarismos
Somente dois símbolos básicos, o ( para as unidade e o  para as dezenas eram combinados para formar os dígitos de 1 a 59 numa forma semelhante à da numeração romana. Por exemplo, a combinação  representava o dígito 23.

## Sistema posicional
Foi o primeiro sistema posicional, ou seja, um sistema em que o valor de um número depende não só do seu valor  intrínseco do seu símbolo, mas da sua posição relativa a outros símbolos. Por exemplo, o 3 em 32 e em 63 possui valores diferentes, mesmo sendo utilizado o mesmo símbolo. O sistema posicional babilônico provavelmente se desenvolveu por volta de 2000 AC, no período neo-sumério. A formação dos algarismos tinha um padrão decimal. Entretanto, o sistema era de base 60, pois os valores das casas posicionais eram potências de 60.
Porém, esse sistema era de uso restrito a alguns contextos matemáticos e astronômicos e foi utilizado durante um período muito mais curto do que um sistema mais comumente utilizado na Babilônia, que não era posicional. O sistema posicional de base 60 servia principalmente para facilitar alguns cálculos.
Era possível representar frações com as potências fracionárias de 60 (à direita da casa das unidades), porém não havia um símbolo como separador decimal (como a vírgula que utilizamos). Além disso, não havia símbolo para zero, usando-se um espaço no lugar, mas espaços nem sempre eram fáceis de identificar. Um contexto que facilitava a interpretação era quando, em uma tábula, o escritor alinhava as casas posicionais dos números. Assim, esse sistema era consideravelmente ambíguo, e não se era possível descobrir, com certeza, o valor de um número, devido à falta de um separador decimal e de um símbolo para o zero.
Posteriormente, começou a ser introduzido um símbolo () para indicar a ausência de um número em uma posição. Os babilônicos não desenvolveram a ideia do zero como um número. Este símbolo poderia indicar a ausência de numeral em uma posição intermediária, por exemplo para diferenciar  (1×3600 + 0 + 20 = 3620) de  (1×60 + 20 = 80). Também era utilizado no início dos números para indicar um valor fracionário, ou seja, para indicar a ausência de unidades. Entretanto, ele poderia também ser utilizado simplesmente para marcar uma separação entre casas decimais, mas sem indicar ausência de número. Por exemplo, poderia se escrever  para 1207 (20×60 + 7), apenas para não confundir com o algarismo das unidades 27. Perceba que o 0 não indica ausência de númeo na casa do 60 (fazendo com que o 20 estivesse na casa do 602), ele apenas indica, neste caso, uma separação clara entre a casa do 60 e das unidades.
Uma teoria para a escolha do uso do sessenta é de que este foi escolhido por ser um número altamente composto (também chamados de anti-primos), ou seja, possui a maior quantidade de divisores de todos os números naturais de 1 até ele mesmo. Além disso, é o menor natural divisível por 1, 2, 3, 4, 5 e 6.

### Repercussões
O sistema posicional babilônico era restrito a um grupo social extremamente pequeno, apenas matemáticos e astrônomos, enquanto mercadores e administradores não tinham conhecimento do seu uso. O sistema não se difundiu para outros povos do Oriente Médio, e não sobreviveriam o suficiente para ser influência dos numerais posicionais indianos. Posteriormente, os gregos fundiriam seu sistema numérico alfabético com o sistema posicional babilônico apenas para representar frações em contextos matemáticos e astronômicos, e foi o que influenciou a divisão sexagesimal do círculo por Erastótenes, embora ele não utilizasse o sistema posicional sexagesimal para representar frações.
O legado sexagesimal babilônio ainda deixa vestígios até hoje, na forma dos graus de uma circunferência (360º), do ângulo interno de um triângulo equilátero (60º) e das subdivisões da trigonometria e da medição de tempo: 60 minutos em um grau ou numa hora, os 60 segundos num minuto (ângulo ou tempo), embora nesses caso haja bases misturadas.[carece de fontes?]

## Sistema comum
Embora o sistema de base 60 seja o mais famoso na atualidade, não era o sistema mais comum. O sistema babilônico comum, partilhado com os assírios, teve seu uso no início por cerca de 2000 AC e perdurou por mais de 1500 anos. Todos os textos administrativos, comerciais, literários e religiosos dos babilônicos e assírios eram escritos com esses numerais. Foi o sistema utilizado pelos babilônicos e pelos assírios até a conquista da Babilônia.
Os algarismos são formados como no sistema anterior, porém o algarismo 60 era representado ou por seis repetições do símbolo 10 ou com uma palavra específica. O número 60 era apenas representado por um traço (como se fosse o sistema sexagesimal) para representar, em conjunto com os símbolos de 1 e 10, os números de 70 a 99.
Para números acima de 100, era utilizada uma multiplicação com o 100. Para o 100, utilizava-se o símbolo para a primeira sílaba da palavra para 100 em babilônico (me'at), enquanto que o símbolo para 1000 era a junção do símbolo de 10 e de 100. Dessa forma, era possível representar qualquer número fazendo a justaposição repetidamente dos símbolos de 100 e 1000.